# Attacus caesar
Attacus caesar är en fjärilsart som beskrevs av J. Peter Maassen och Gustav Weymer 1872. Attacus caesar ingår i släktet Attacus och familjen påfågelsspinnare. Inga underarter finns listade i Catalogue of Life.